# Шомлаи, Режё
Ре́жё Шо́млаи-Што́льзпарт (венг. Rezső Somlai-Stolzparth; 22 мая 1911, Кишпешт, Транслейтания — 19 октября 1983) — венгерский футболист, полузащитник.
Выступал за клубы «Ференцварош», «Ницца» с 1932 по 1934 год, «Кишпешт» с 1934 по 1935 год,
«Олимпик» (Эл) с 1935 по 1936 и «Ред Стар» (Сен-Уан) с 1936 по 1937.
В 1934 году в составе сборной Венгрии на чемпионат мира, однако на поле не выходил.
В конце 1940-х гг. был занят тренерской работой. Тренировал сборную Болгарии и клуб «Левски», а также рижский клуб «Даугава».